# David Lyons
David Lyons es un actor australiano, conocido por haber interpretado a Simmon Brenner en la serie norteamericana ER y a Josh Holiday en la serie australiana Sea Patrol.

## Biografía
David asistió a la prestigiosa escuela de teatro National Institute of Dramatic Art NIDA, con un grado en actuación en 2004.
Salió con la actriz Kari Matchett.

## Carrera
En 2007 se unió al elenco principal de la serie Sea Patrol donde interpretó al marinero y técnico en Electrónica Josh "ET"  Holliday, hasta 2009, luego de que su personaje fuera asesinado por Campbell Fulton durante una expedición de buceo afuera de la marina en el primer episodio de la tercera temporada, después de que Fulton alterara el suministro de oxígeno del equipo del buceo y matara a 8 buzos más.
En 2008 se unió a la temporada decimocuarta de la serie estadounidense ER donde interpretó al médico de Urgencias, Simmon Brenner, hasta el final de la serie en 2009.
En 2011 se unió al elenco de la serie The Cape donde interpretó al héroe Vince Faraday alias "The Cape", sin embargo después de una temporada la serie fue cancelada debido a la baja audiencia.
En el 2012 se unió al elenco principal de la serie estadounidense Revolution, donde interpretó al general Sebastian "Bass" Monroe, hasta el 9 de mayo de 2014, fecha len la que la NBC canceló la serie.
En el 2016 se unió al elenco principal de la nueva serie Game of Silence donde interpretó a Jackson, un abogado en ascenso que puede perderlo todo cuando sus amigos de la infancia lo amenazan con revelar un secreto obscuro de su pasado violento, hasta finalizar la primera temporada, después de que la serie fuera cancelada.
A finales de octubre del mismo año se anunció que David se había unido al elenco de la nueva serie Seven Seconds donde daría vida al oficial de la policía Mike Diangelo y líder de la brigada antinarcóticos.

## Filmografía

### Series de televisión
| Año             | Título                           | Personaje                     | Notas              |
| --------------- | -------------------------------- | ----------------------------- | ------------------ |
| 2017            | Electric Dreams                  | Conrad Morrison               | Episodio "Autofac" |
| 2016 - presente | Seven Seconds                    | Mike Diangelo                 | -                  |
| 2016            | Game of Silence                  | Jackson                       | 10 episodios       |
| 2012 - 2014     | Revolution                       | Gral. Sebastian "Bass" Monroe | 42 episodios       |
| 2013            | Revolution: Enemies of the State | Gral. Sebastian "Bass" Monroe | miniserie          |
| 2011            | The Cape                         | Vince "The Cape" Faraday      | 10 episodios       |
| 2010            | Day One                          | Sam                           | episodio "Pilot"   |
| 2008 - 2009     | ER                               | Dr. Simmon Brenner            | 27 episodios       |
| 2007 - 2009     | Sea Patrol                       | Josh Holiday                  | 39 episodios       |
| 2005            | Blue Heelers                     | Jason Tyler                   | 3 episodios        |

### Películas
| Año  | Título                                          | Personaje     | Notas                                                                                        |
| ---- | ----------------------------------------------- | ------------- | -------------------------------------------------------------------------------------------- |
| 2014 | Penance                                         | Thomas Walker | corto - junto a Stephen Collins                                                              |
| 2013 | The Trials of Cate McCall                       | Josh          | junto a Kate Beckinsale, Mark Pellegrino, Nick Nolte, James Cromwell & Isaiah Washington     |
| 2013 | Safe Haven                                      | Kevin Tierney | junto a Cobie Smulders, Josh Duhamel, Julianne Hough & Mimi Kirkland                         |
| 2013 | Save Your Legs                                  | Príncipe      | junto a Ryan O'Kane, Stephen Curry, Madeleine West, Damon Gameau & Brenton Thwaites          |
| 2012 | My Mind's Own Melody                            | Jack Winton   | corto - junto a Jamie Croft, Max Cullen, Anita Hegh, Anthony Phelan & John Marsh             |
| 2011 | Swerve                                          | Colin         | junto a Chris Haywood, Travis McMahon, Emma Booth, Rob Mammone, Vince Colosimo & Roy Billing |
| 2010 | Eat Pray Love                                   | Ian           | película protagonizada por Julia Roberts                                                     |
| 2009 | A Model Daughter: The Killing of Caroline Byrne | Gordon Wood   | junto a Cariba Heine, Gyton Grantley, Indiana Evans & Kylie Watson                           |
| 2009 | Emilia Eckle                                    | Tom           | corto - junto a Alyssa McClelland                                                            |
| 2008 | Four                                            | Kit           | corto - junto a Myles Pollard, Krew Boylan & Don Hany                                        |
| 2008 | Cactus                                          | Eli           | junto a Travis McMahon, Bryan Brown, Zoe Tuckwell-Smith & Shane Jacobson                     |
| 2007 | Storm Warning                                   | Jimmy         | junto a Nadia Farès                                                                          |
| 2005 | Elemenopee                                      | Jimmy         | junto a Matthew Walker                                                                       |

### Director y escritor
| Año  | Título | Notas               |
| ---- | ------ | ------------------- |
| 2013 | Record | director y escritor |

### Teatro
| Año  | Obra                      | Personaje            | Director (a)  | Teatro             | Notas                                                             |
| ---- | ------------------------- | -------------------- | ------------- | ------------------ | ----------------------------------------------------------------- |
| 2006 | No Names... No Pack Drill | Harry "Rebel" Porter | Bob Herbert   | Parade Theatre     | junto a Bridie Carter & Travis McMahon                            |
| 2006 | A Hard God                | -                    | Denis Moore   | -                  | junto a Ralph Cotterill, Max Gillies, Jacki Weaver & Kerry Walker |
| 2005 | Death Variations          | -                    | Neil Armfield | Downstairs Theatre | junto a Patrick Dickson, Linda Cropper & Bojana Novakovic         |
| 2005 | Cyrano de Bergerac        | Christian            | -             | -                  | junto a Asher Keddie & David Wenham                               |

## Premios y nominaciones
| Año  | Categoría                                     | Premio                                 | Película/Serie | Resultado |
| ---- | --------------------------------------------- | -------------------------------------- | -------------- | --------- |
| 2014 | Best Actor                                    | LAIUFF Award                           | Penance        | Ganador   |
| 2014 | Best Actor                                    | Audience Award                         | Penance        | Ganador   |
| 2014 | Best Actor                                    | NYLA International Film Festival Award | Penance        | Ganador   |
| 2014 | Best Narrative Short                          | Grand Prize Award                      | Record         | Ganador   |
| 2014 | Best Supporting Actor in a Television Series  | Saturn Award                           | Revolution     | Nominado  |
| 2014 | Best Narrative Short                          | Tribeca Film Festival Award            | Record         | Nominado  |
| 2014 | Best Short Fiction Film (junto a Dave Szamet) | AACTA Award                            | Record         | Nominado  |
| 2013 | Best Short Film Director                      | Rouben Mamoulian Award                 | Record         | Ganador   |
| 2008 | Most Popular New Male Talent                  | Logie Award                            | Sea Patrol     | Nominado  |